# Жан-Жозеф Шарлие
Жан-Жозеф Шарлие (на френски: Jean-Joseph Charlier), наричан Дървения крак, е белгийски революционер.
Той е роден на 4 април 1794 година в Лиеж. Служи във френската армия през Наполеоновите войни и губи единия си крак. Придобива известност през 1830 година с участието си в Белгийската революция. Включва се в сблъсъците с нидерландската армия в Брюксел, а след края на конфликта е произведен в капитан от артилерията.
Жан-Жозеф Шарлие умира на 30 март 1886 година в Лиеж.